# Phân họ Giả lan
Phân họ Giả lan hay phân họ Cổ lan (danh pháp khoa học: Apostasioideae) là một phân họ thuộc về họ Lan (Orchidaceae).
Theo phân điểm của phát sinh loài nó là một nhánh, nhưng tồn tại sự hỗ trợ tự khởi động cho rằng nó là nhánh có quan hệ chị - em với nhánh bao gồm tất cả các phân họ lan khác. Phân tích tự khởi động là phương pháp lượng giá tầm quan trọng thống kê của các vị trí của các nhánh khác biệt trong cây phát sinh loài (= cấu trúc tương tự như cây đưa ra sự phát triển tiến hóa của sinh vật).

## Các chi
- Chi Giả lan Apostasia
- Neuwiedia

Các loài giả lan có những đặc trưng dường như là nguyên thủy trong họ Lan, và chỉ với 2 chi là Neuwiedia (khoảng 9 loài) và Apostasia (khoảng 7 loài) với tổng cộng khoảng 16 loài giả lan. Cả hai chi này đều là các nhóm đơn ngành. Chi Neuwiedia có 3 bao phấn sinh sản, ở xa trục (= đối mặt ra xa khỏi thân cây), trong khi chi Apostasia có 2 bao phấn sinh sản xa trục và có hoặc không có một nhị lép (= nhị vô sinh) dạng sợi nhỏ.
Các đặc trưng nguyên thủy này làm cho chúng, theo một số tác giả, không phải là lan thật sự mà là tổ tiên của lan hiện đại. Tuy nhiên, các nghiên cứu gần đây của Stern, Cheadle và Thorsch (1993) chỉ ra rằng các đặc trưng này của giả lan là đặc trưng dẫn xuất duy nhất chỉ có ở nhóm này chứ không có ở các nhóm lan khác. Điều này làm cho quan điểm cho rằng chúng là tổ tiên của lan hiện đại trở thành không bền vững.

## Hình ảnh

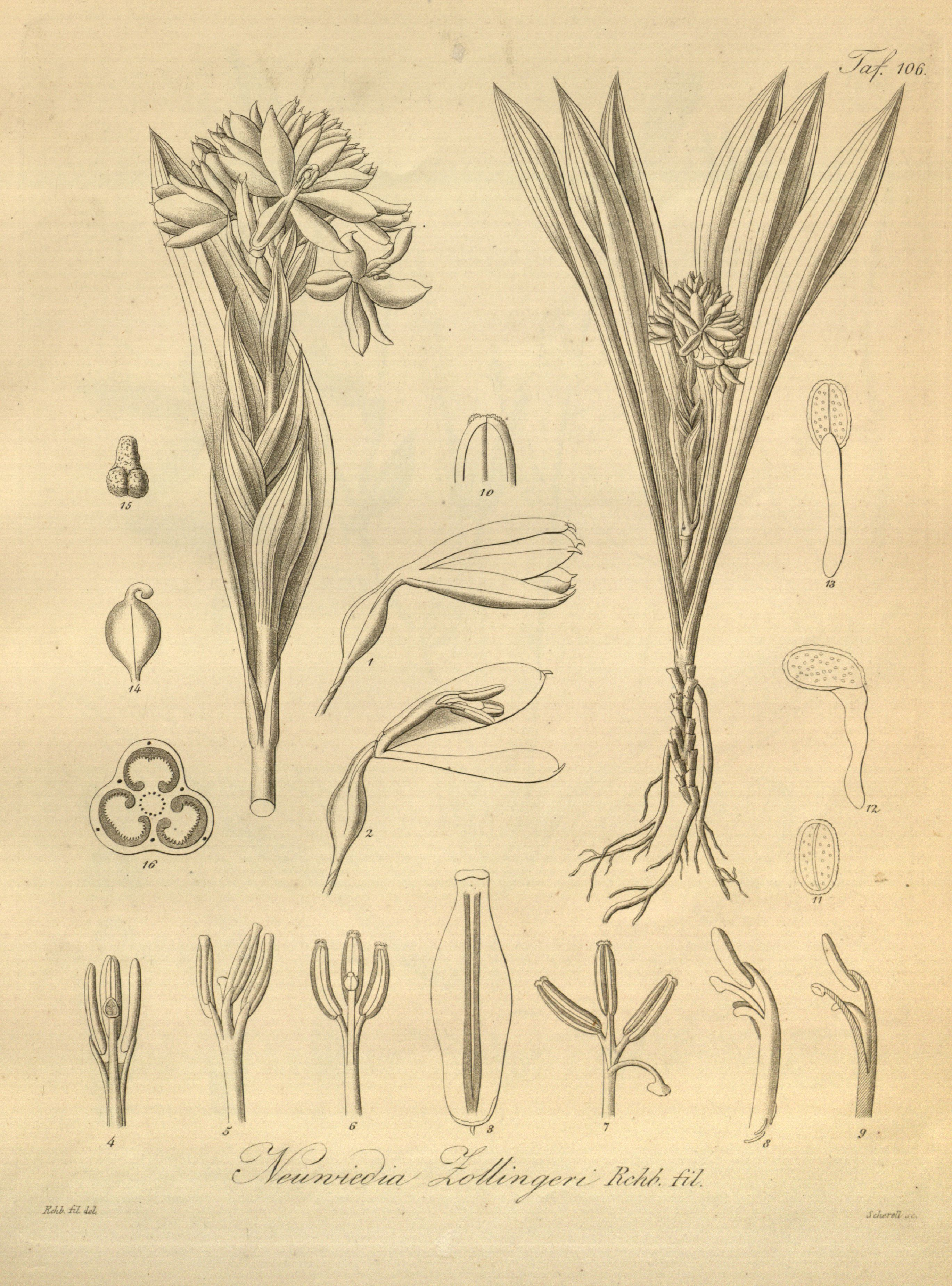
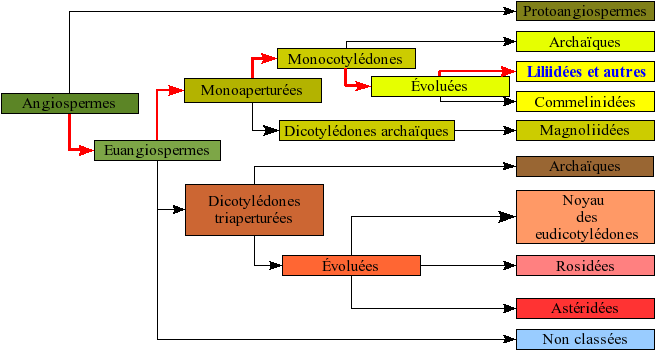